# Ley de inercia de Sylvester
Teorema (Ley de inercia de Sylvester): Dada una métrica simétrica sobre un espacio vectorial real {\displaystyle E} ,  existe una base {\displaystyle \{e_{1},\ldots ,e_{n}\}} de {\displaystyle E} en la que la matriz de la métrica tiene forma diagonal
{\displaystyle {\begin{pmatrix}1&&&&&&&&\\&\ddots ^{p}&&&&&&&\\&&1&&&&&&\\&&&-1&&&&&\\&&&&\ddots ^{q}&&&&\\&&&&&-1&&&\\&&&&&&0&&\\&&&&&&&\ddots &\\&&&&&&&&0\end{pmatrix}}}
con {\displaystyle p} "1" y {\displaystyle q} "-1" (luego {\displaystyle n-p-q} "0"). Además, dichos números no dependen de la base elegida.
Definición: Llamaremos signatura de la métrica al par {\displaystyle (p,q)}; y matriz reducida de la métrica a la anterior.
La demostración del teorema se puede encontrar en la página Forma cuadrática, en el apartado de equivalencia de formas cuadráticas en el caso real.
- Datos: Q1752621